# Tallinns stadsmuseum
Tallinns stadsmuseum (estniska: Tallinna Linnamuuseum) på Vene tänav 17 ("Ryska gatan") i Tallinn i Estland är ett institut som förvaltas av Tallinna Kultuuri- ja Spordiamet ("Tallinns kultur- och idrottsbyrå"), vars uppgift är att åskådlig- och tillgängliggöra stadens historia och utveckling genom att samla, forska, studera, vårda, bevara och visa föremål och livsmiljöer. Samlingarna visar stadens förvandling fram till Estlands självständighet 1991. Byggnaden är ett köpmanshus från medeltiden och byggdes om för sitt nuvarande ändamål 1963—1965. Ytterligare en större ombyggnation skedde 1997—2000.
Stadsmuseet har filialer i Gamla staden, Kalamaja och Kadriorg.

## Virtuellt museum
2015 inledde Tallinns stadsmuseum ett samarbete med Google Inc. Genom detta samarbete är ett virtuellt stadsmuseum tillgängligt sedan oktober 2016, via Google Arts & Culture-plattformen. Det virtuella museet erbjuder virtuella verklighetsturer till tre av museets filialer - Stadsmuseet i Gamla stan, Kiek in de kök och Peter den stores hus. Det virtuella museet visar också utställningar samt bilder och information om olika museiföremål. Urvalet fokuserar på föremål som inte finns tillgängliga genom museets fysiska utställningar.

## Filialer
- Tallinns stadsmuseum (estniska: Tallinna Linnamuuseum)
- Kiek in de kök (estniska: Kiek in de Kök ja Bastionikäigud)
- Fotomuseet (estniska: Raevangla fotomuuseum)
- Barnens museum Miiamilla i Kalamaja (estniska: Kalamaja lastemuuseum Miiamilla)
- Barnens museum Miiamilla i Kadriorg estniska: Kadrioru lastemuuseum Miiamilla)
- Peter den stores hus (estniska: Peeter I majamuuseum)
- Tallinns ryska museum (estniska: Tallinna Vene muuseum)
- Jaani Seek (estniska: Jaani seegi paviljon)
- Jungfrutornet (estniska: Neitsitorn)

## Bildgalleri

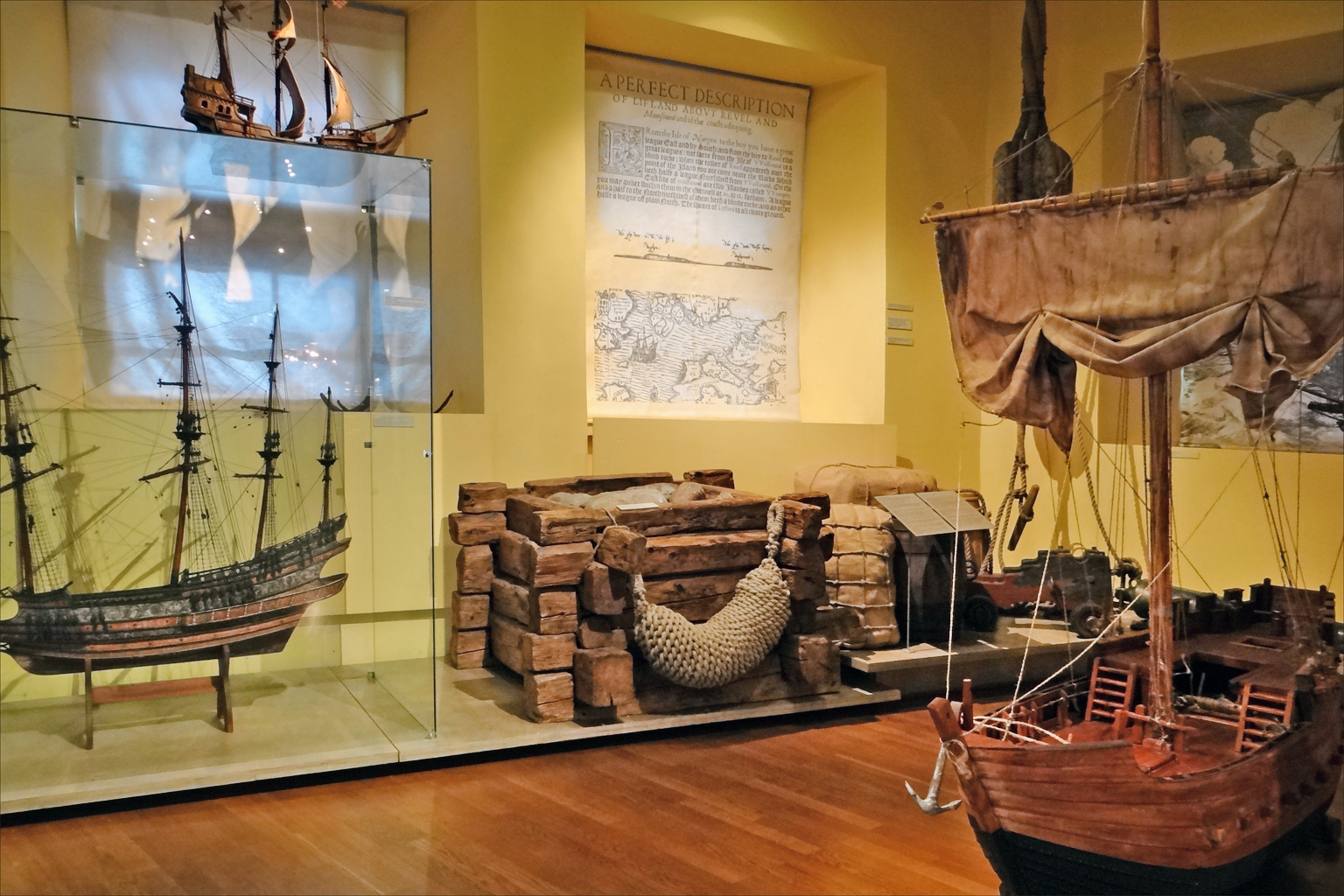
Marina föremål
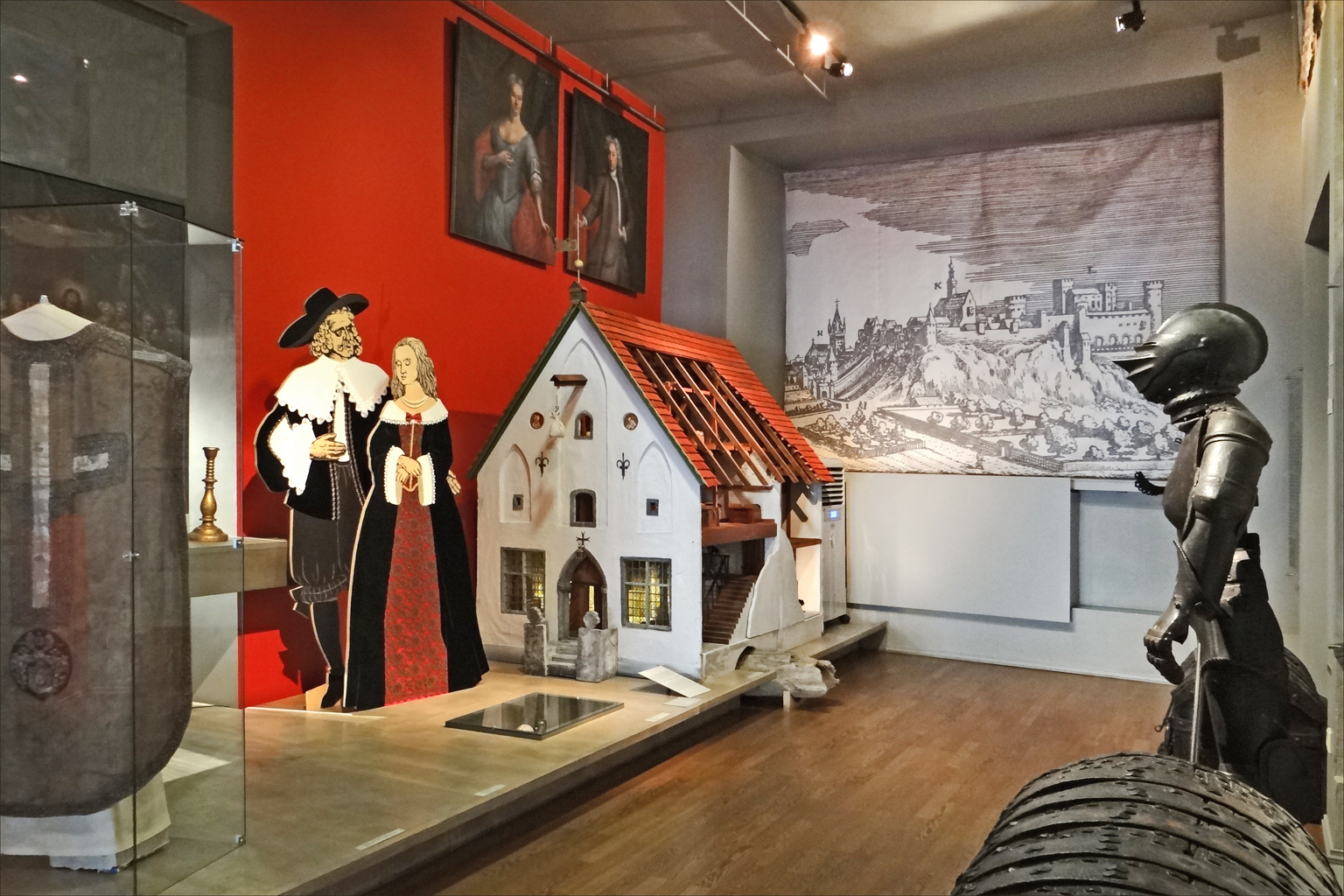
Köpmannens boendemiljö
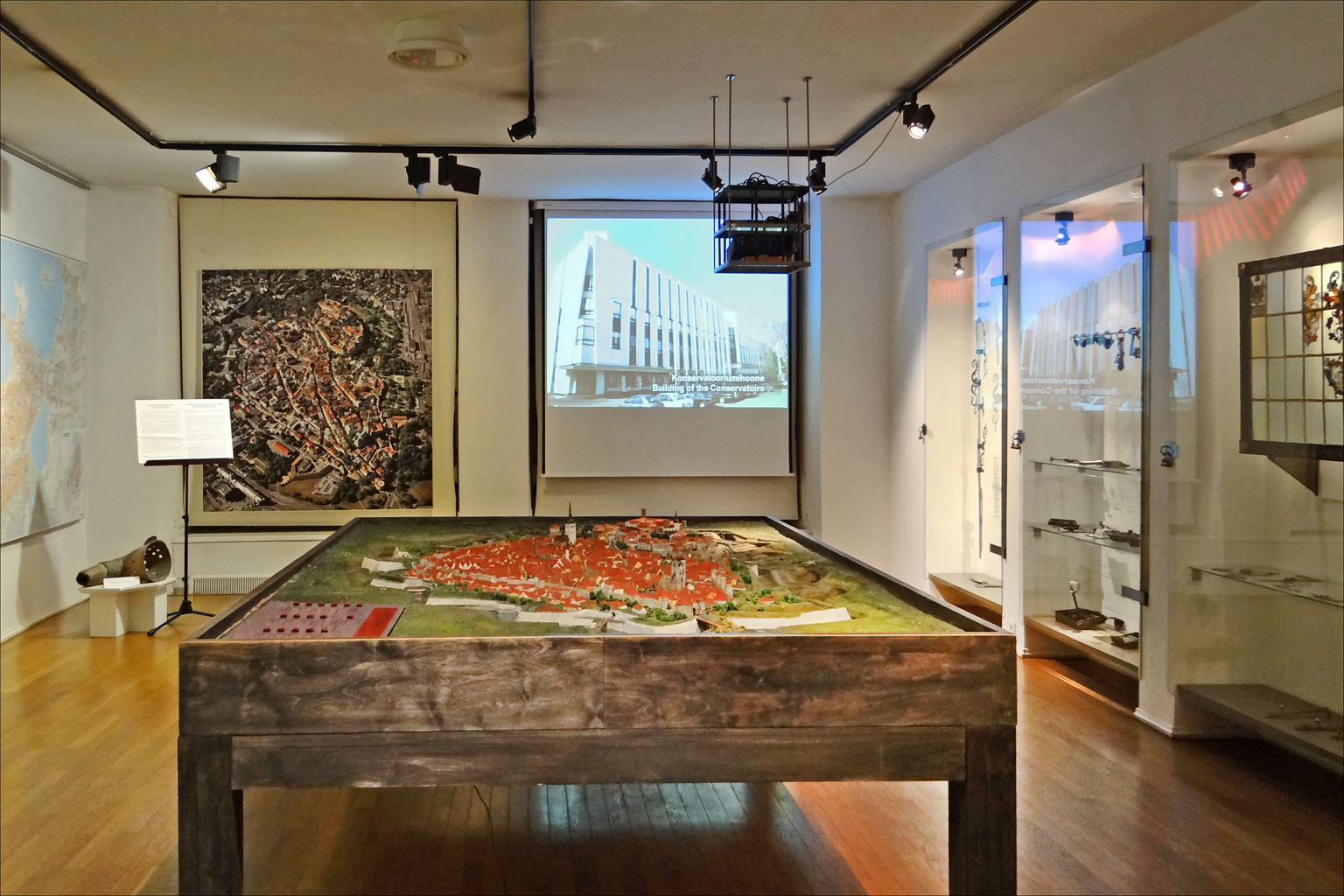
Modell av Tallinn 1825